# Huthaus

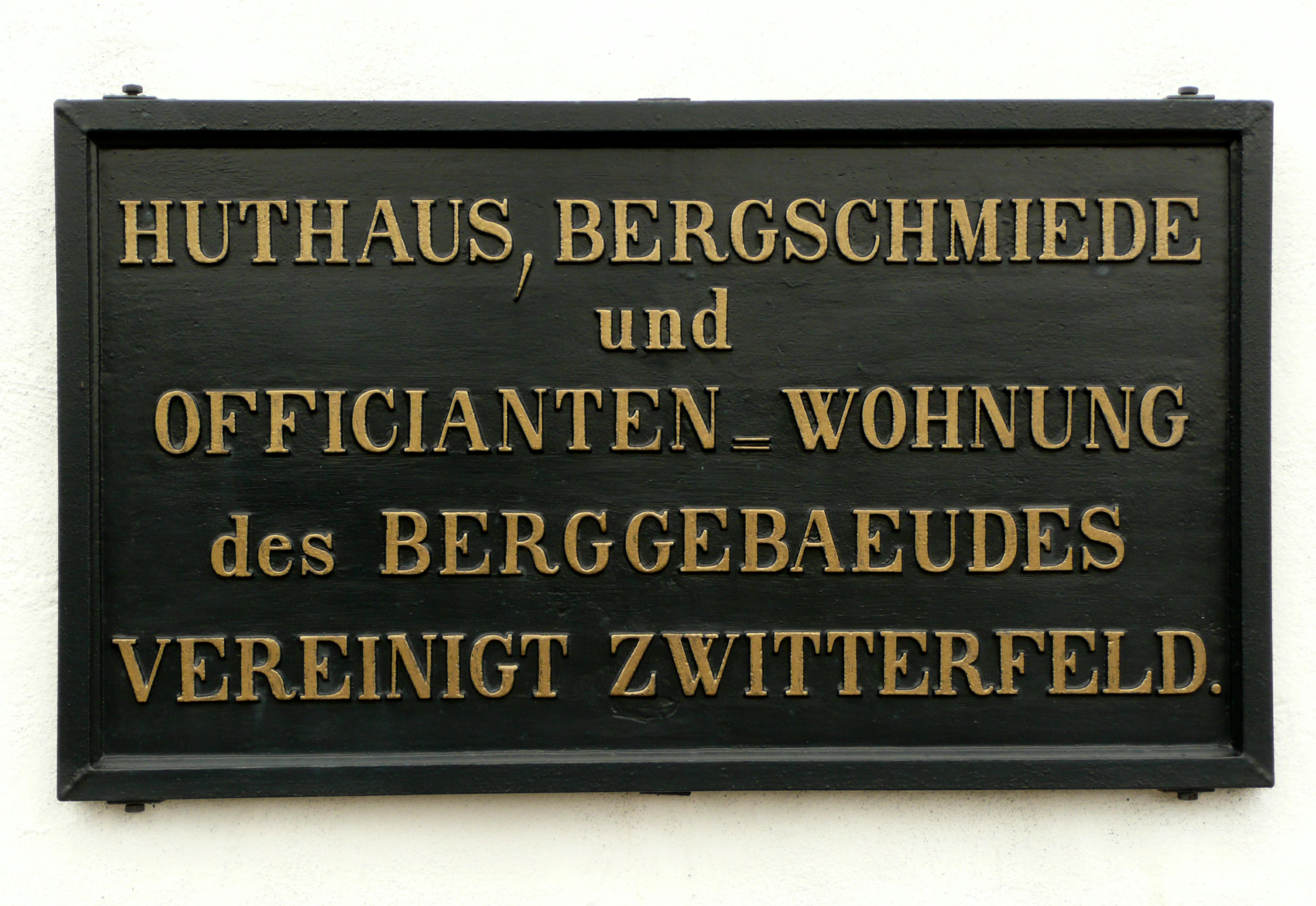
Gusseiserne Inschriftenplatte am Huthaus der Vereinigt Zwitterfeld Fundgrube, Zinnwald

Das Huthaus oder Zechenhaus, auch Zechenstübel genannt, ist das zentrale Verwaltungsgebäude eines Bergwerks. Huthaus war ursprünglich die Bezeichnung für ein Wachhaus und in Bergwerken für ein Gebäude, in dem die Bergleute beteten und ihre Werkzeuge lagerten. Die Bezeichnung Huthaus leitet sich von dem Hutmann genannten Grubenaufseher ab. Es war Verwaltungsgebäude, Materiallager, Gezähekammer, Werkstatt und Wohnung in einem. Mehrere alte Huthäuser stehen heute unter Denkmalschutz.

## Aufbau und Lage
Der Standort des Huthauses war von der Größe des Bergwerks abhängig. Bei kleineren Gruben befand sich das Huthaus meist in der Nähe des Schachtes oder des Stollenmundloches. Nicht selten mündete der Schacht im Huthaus, so z. B. beim Röschenschacht der Beschert Glück Fundgrube in Zug. Bei größeren Bergwerken war das Huthaus neben Treibehaus, Bergschmiede etc. Bestandteil der Tagesanlagen. Das Huthaus hatte meistens zwei, gelegentlich drei Stockwerke und trug auf seinem Dach einen Reiter mit Glocke, Wetterfahne und Uhr. Im Erdgeschoss befand sich die Hutstube, die dem Hutmann als Verwaltungsbüro diente. Hier wurden die Zechenbücher aufbewahrt, in denen die Lohnabrechnungen, Kosten und Ausbeute des Bergwerks eingetragen wurden. Neben der Hutstube gab es oft eine Betstube mit Altar und Orgel; bei kleineren Bergwerken diente die Hutstube als Betstube. In der Gezähestube befanden sich Geleucht und Gezähe der Bergleute. Auch die Erzniederlage, in der die bereits aufbereiteten Erze bis zum Abtransport nach der Hütte gelagert wurden, war häufig im Erdgeschoss des Huthauses untergebracht. Bei kleineren Gruben befand sich auch die Bergschmiede im Huthaus. In den oberen Etagen waren die Wohnungen des Hutmannes und des Obersteigers sowie gelegentlich auch Schlafräume für die Bergleute eingerichtet.

## Einbindung in den Arbeitstag der Bergleute
Das Huthaus war der zentrale Versammlungsraum der Bergleute, hier kamen sie vor und nach jeder Schicht in der Hutstube oder der Betstube zum Gebet und zum Verlesen (Anwesenheitskontrolle) zusammen. Vor der Einfahrt wurde durch den Hutmann ein kleiner Gottesdienst abgehalten. Mit der Anläuteglocke, die sich im Turm des Huthauses befand, wurden die Bergleute zur Schicht gerufen und das Schichtende bekanntgegeben:
Das Glöcklein klingt, der Morgen graut,

da wird’s im Bergmannshüttchen laut,

denn ruft die Arbeit, ruft die Schicht,

da säumt der brave Bergmann nicht…
Moritz Döring: Der Bergmannsgruß. 1831
Häufig durfte auf den Huthäusern Bier ausgeschenkt und Tabak verkauft werden.
Zechenhäuser im Westerzgebirge:

Waren Bergwerke von den Wohnorten der Bergleute so weit entfernt, wie dies für Eibenstock, Sosa und Bockau der Fall war, dass sie nur mit einem stundenlangen Fußweg hin und zurück zu erreichen waren, der bei schlechten Wetterverhältnissen und insbesondere im Winter vielfach kaum leistbar war, gab es die Praxis, dass die Bergleute die ganze Woche über in den Zechenhäusern wohnten und erst sonnabends, der als Lohntag arbeitsfrei war, nach Hause gingen. Diesem trug das Arbeitszeitmodell nach der Bergordnung für Eibenstock vom 15. März 1534 Rechnung: „Steiger und Arbeiter gehen montags 9 oder 10 Uhr an die Arbeit auf den Wald. An diesem Tage arbeiten sie 4 Stunden, die andern Tage je 10 Stunden. Sonnabend früh gehen sie heim.“

## Bildergalerie

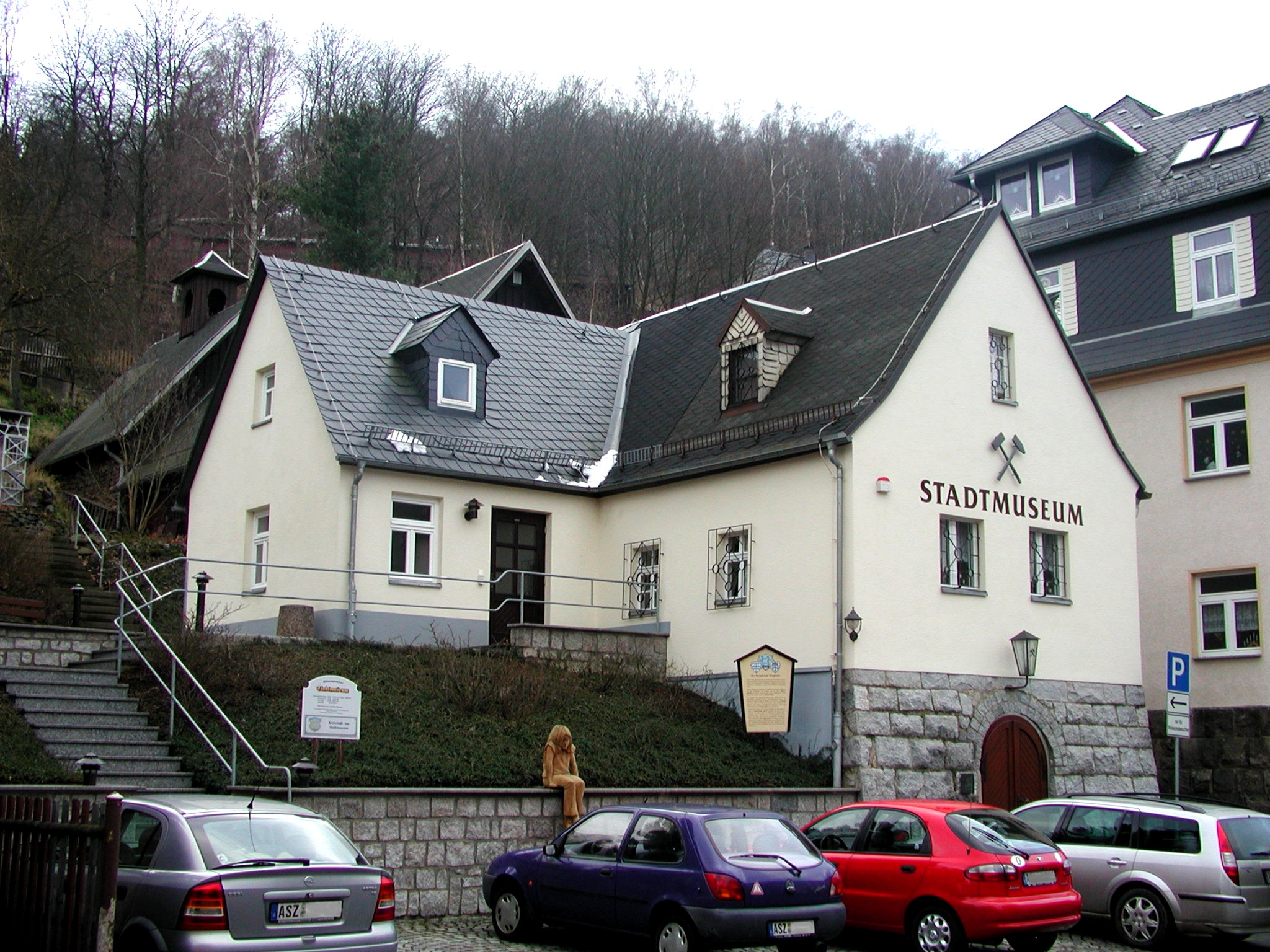
Aue: Huthaus der Grube Himmelfahrt (jetzt Stadtmuseum)
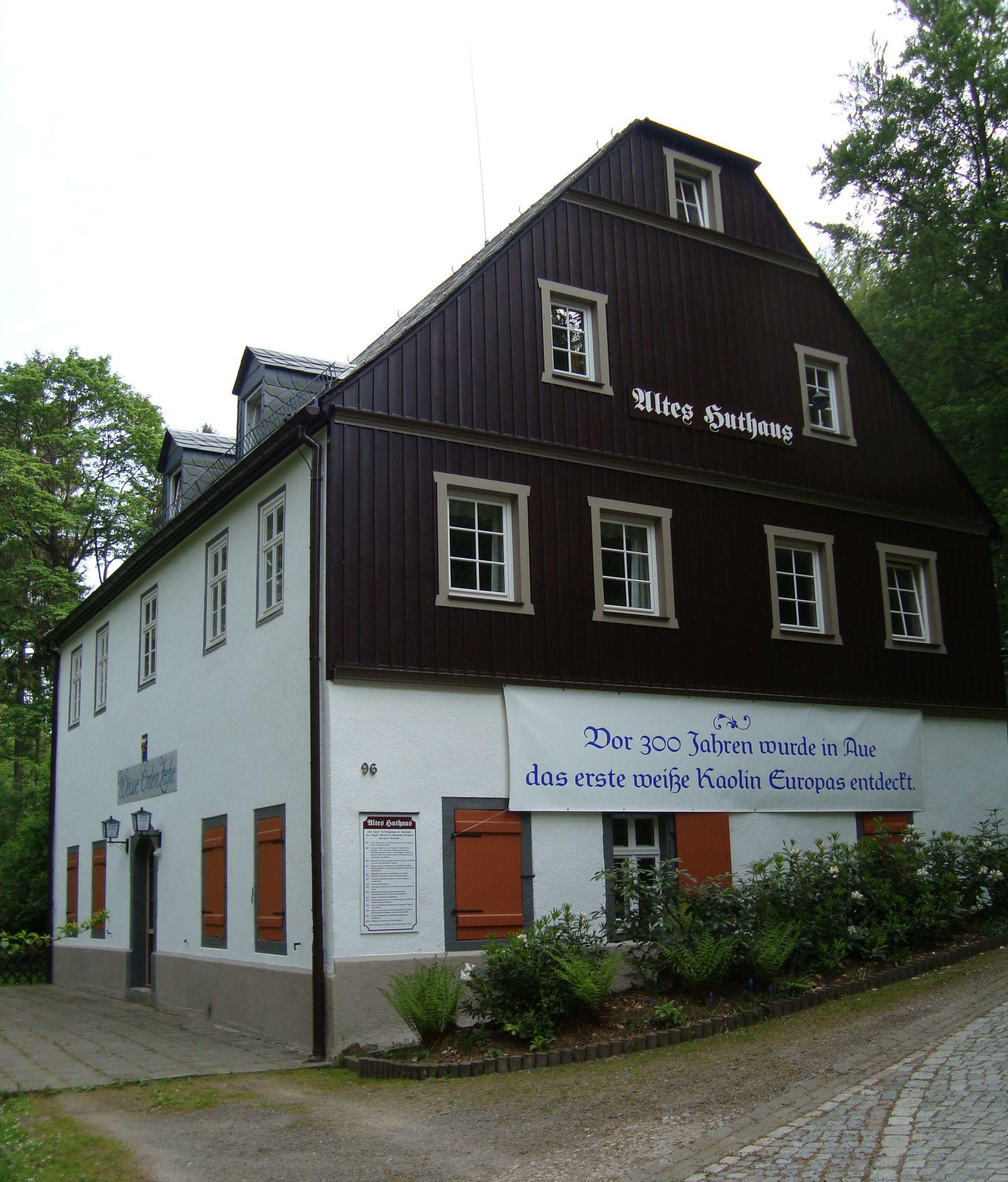
Aue: Huthaus der Weißerdenzeche St. Andreas (erbaut 1828)
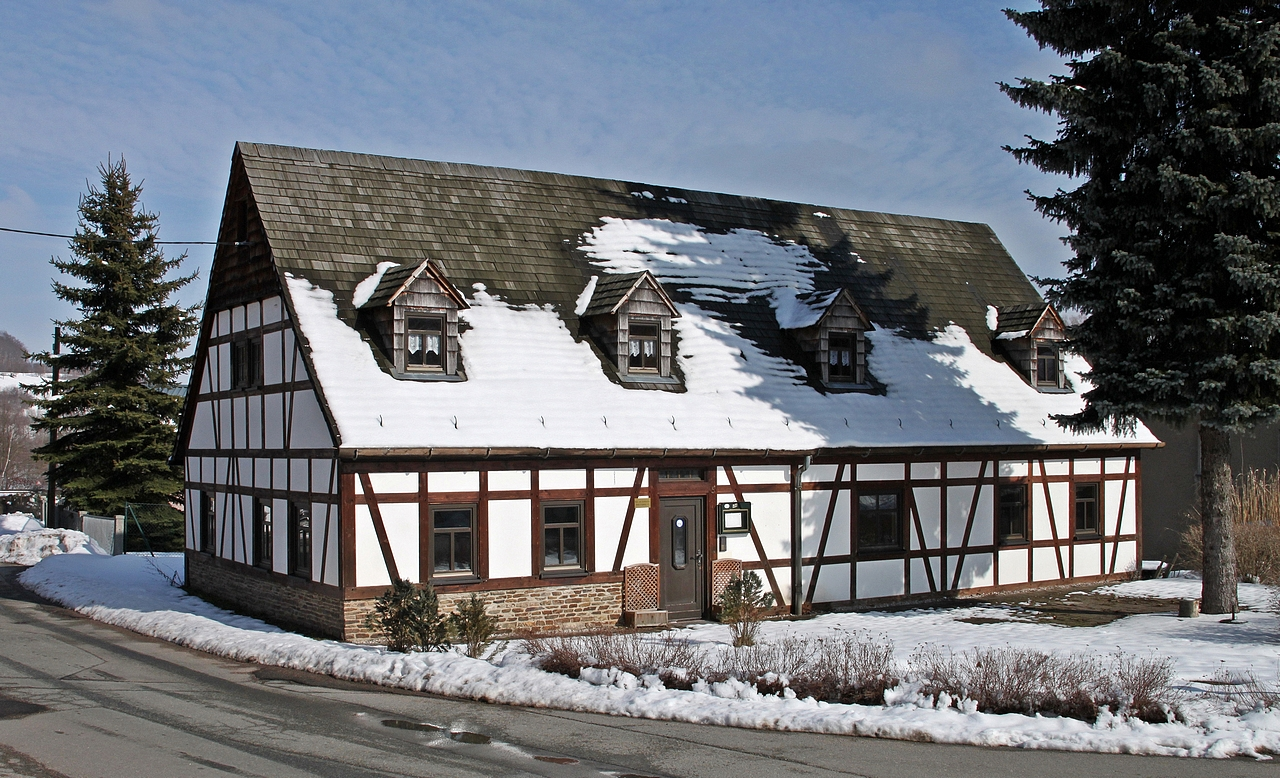
Bad Schlema: im 18. Jahrhundert erbautes Huthaus des unteren Reviers des Marx-Semler-Stolln
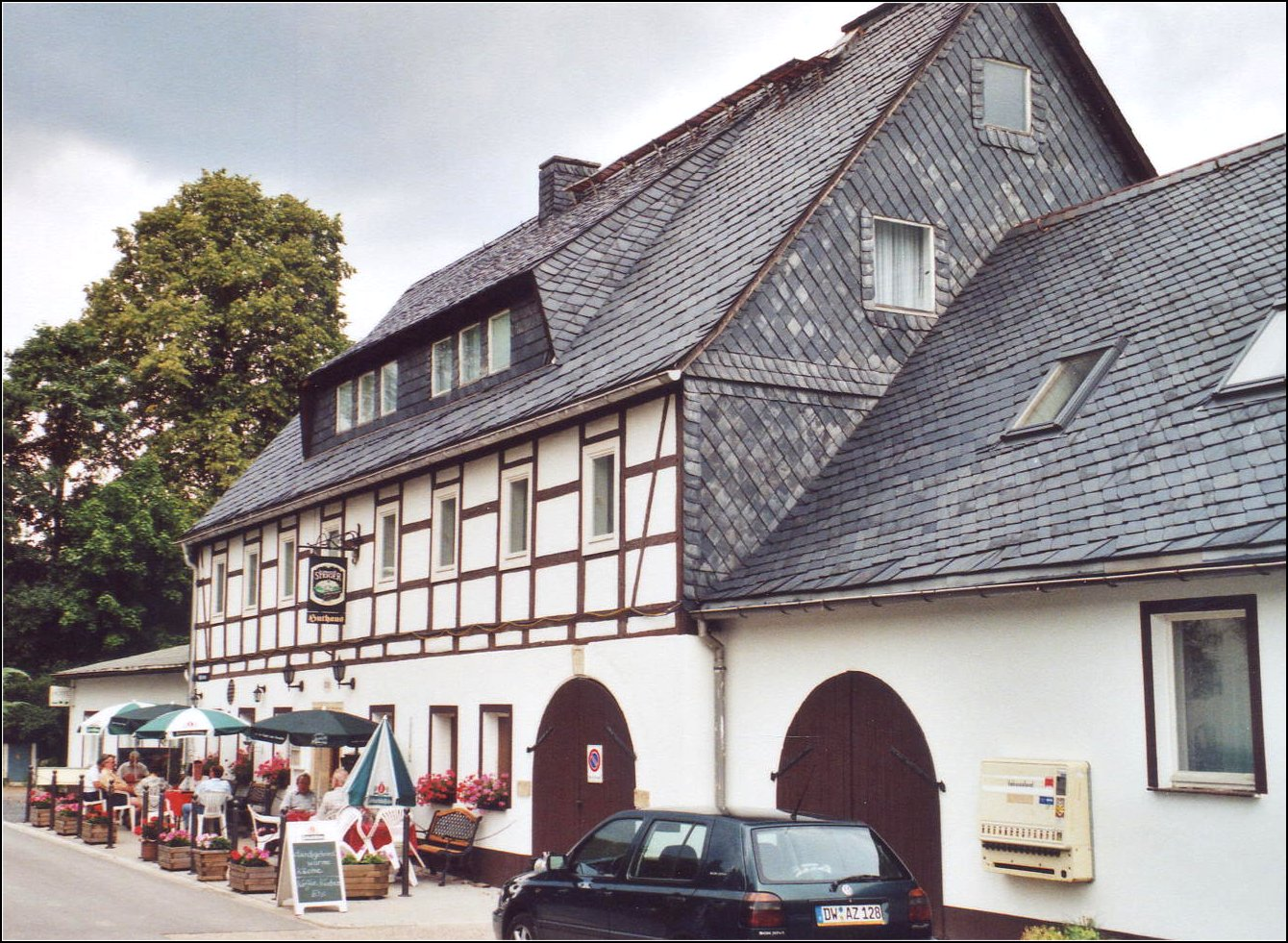
Bärenstein: Huthaus von St. Michaelis
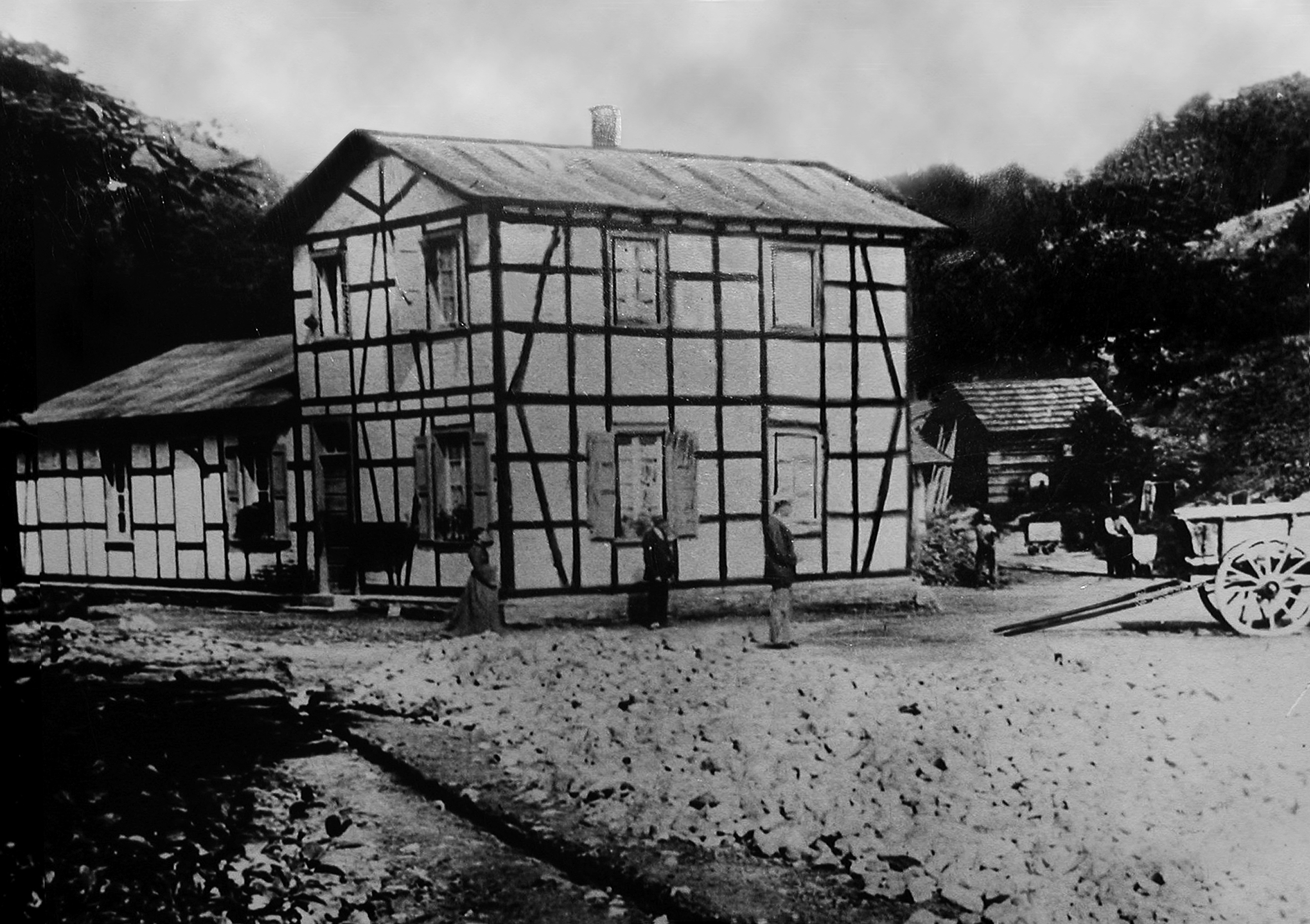
Bensberger Erzrevier: Zechenhaus der Grube Columbus
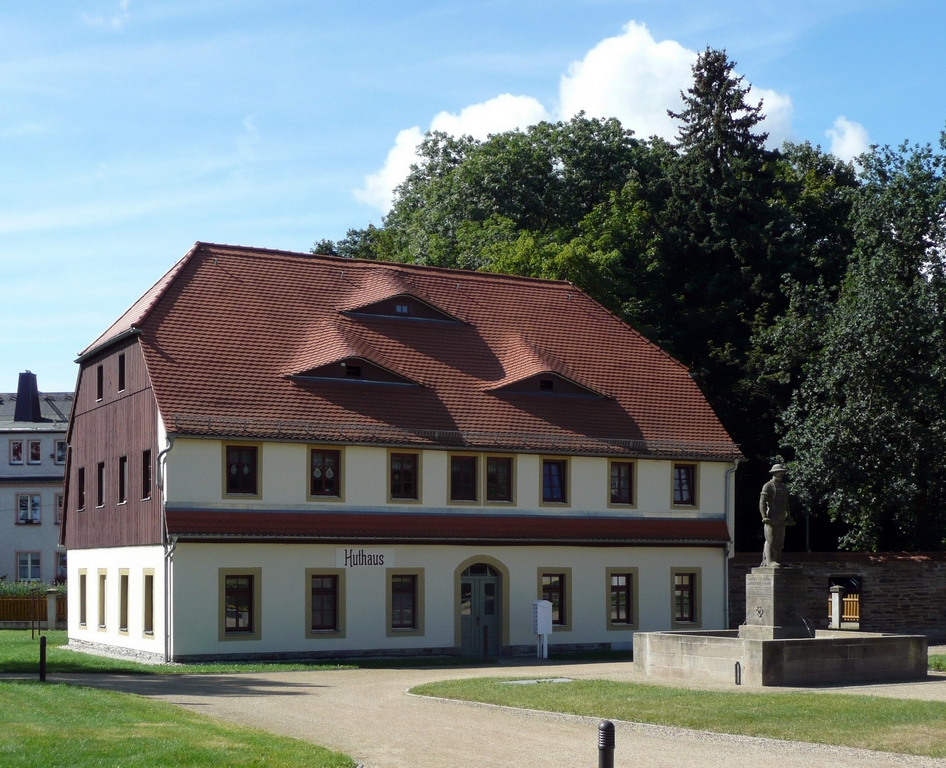
Brand-Erbisdorf: Huthaus der Alten Mordgrube (erbaut um 1820) auf der Mendenschachthalde
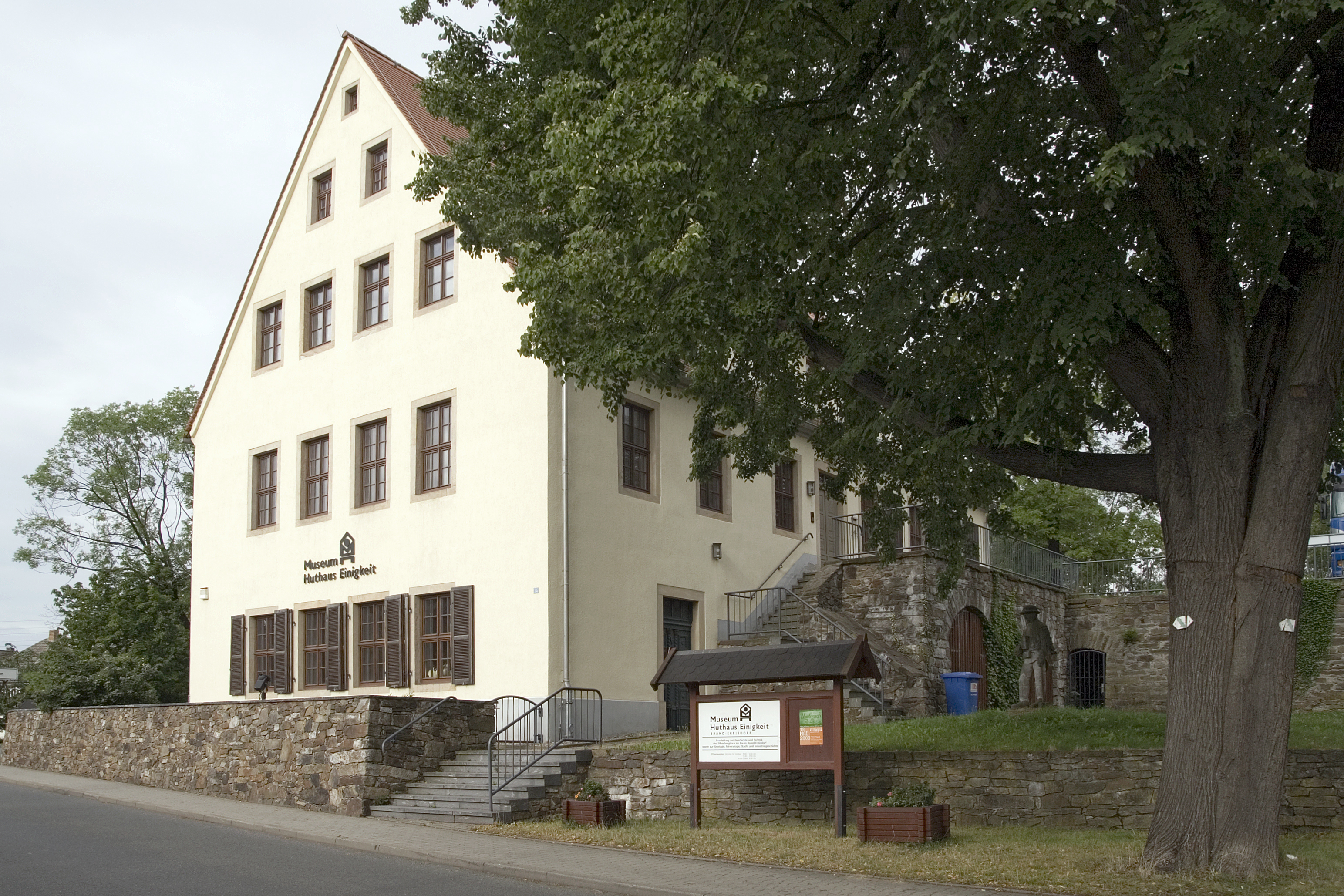
Brand-Erbisdorf: Huthaus der Einigkeit Fundgrube (erbaut 1837) am Hörnig-Schacht
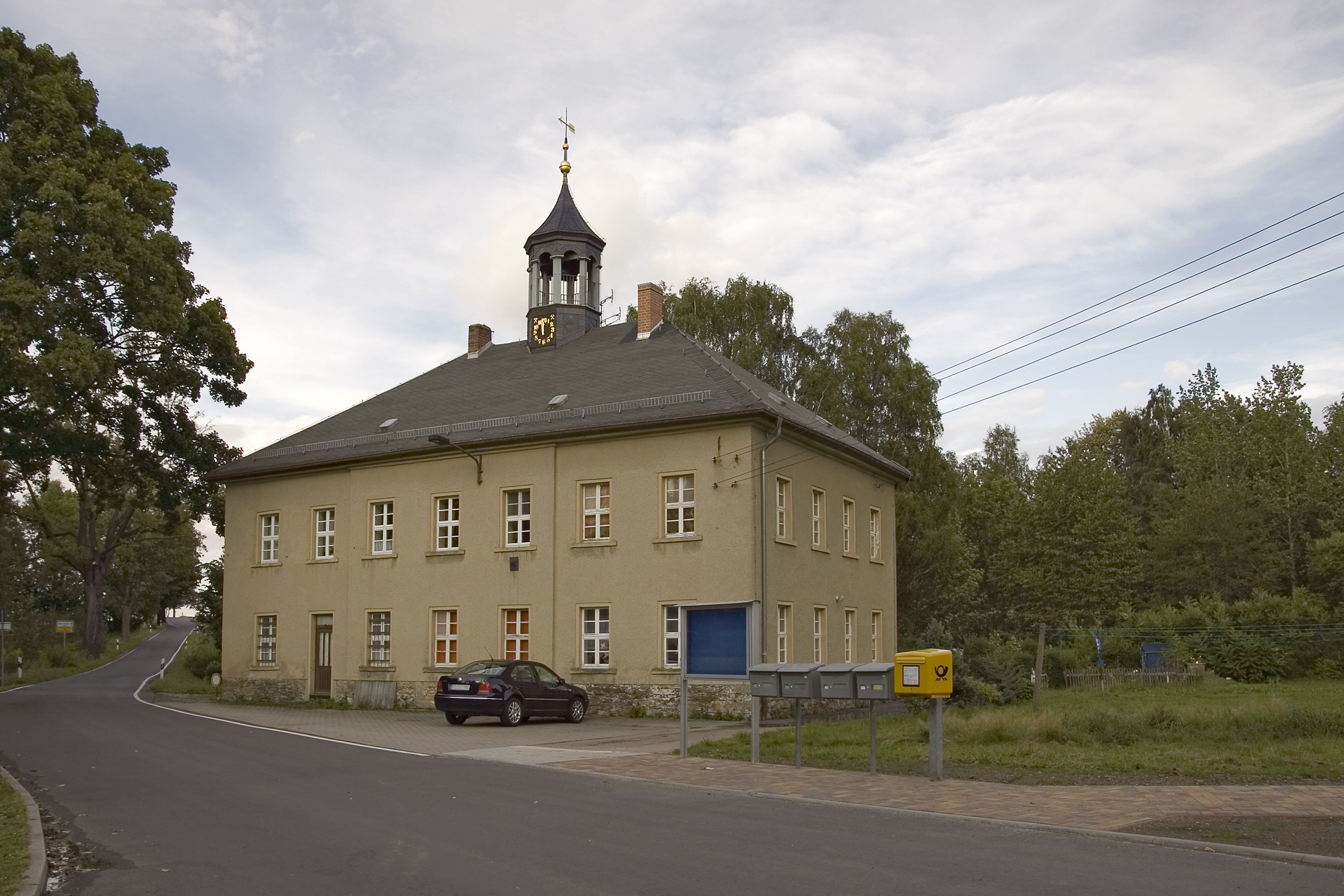
Brand-Erbisdorf: Neues Huthaus der Himmelsfürst Fundgrube (erbaut 1858)
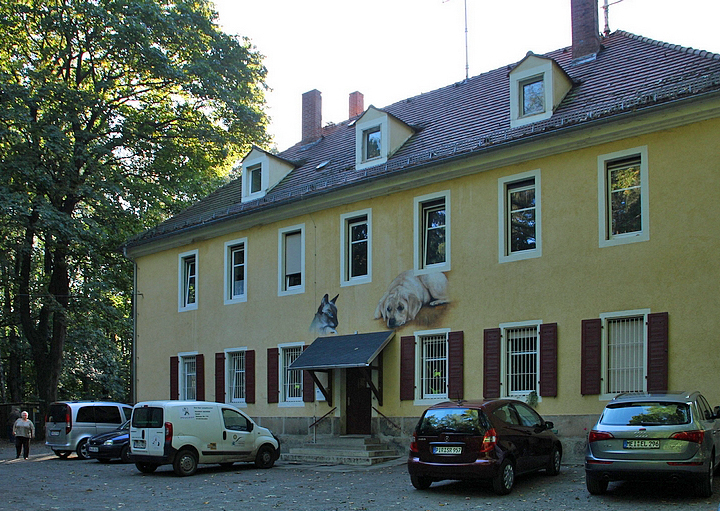
Freital: Huthaus des Windbergschachtes (erbaut um 1845)
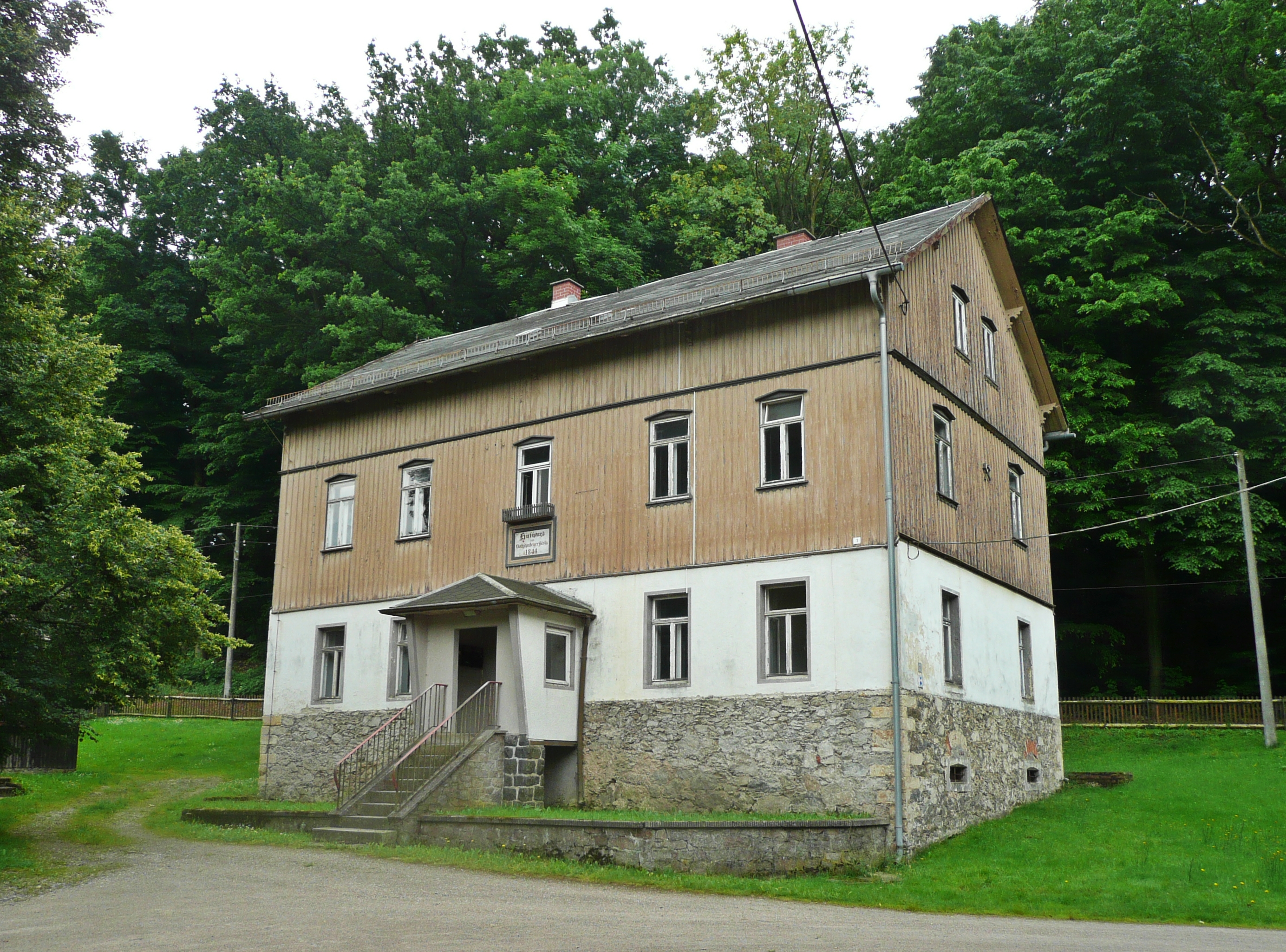
Reinsberg: Huthaus des Rothschönberger Stolln am IV. Lichtloch (erbaut 1844)
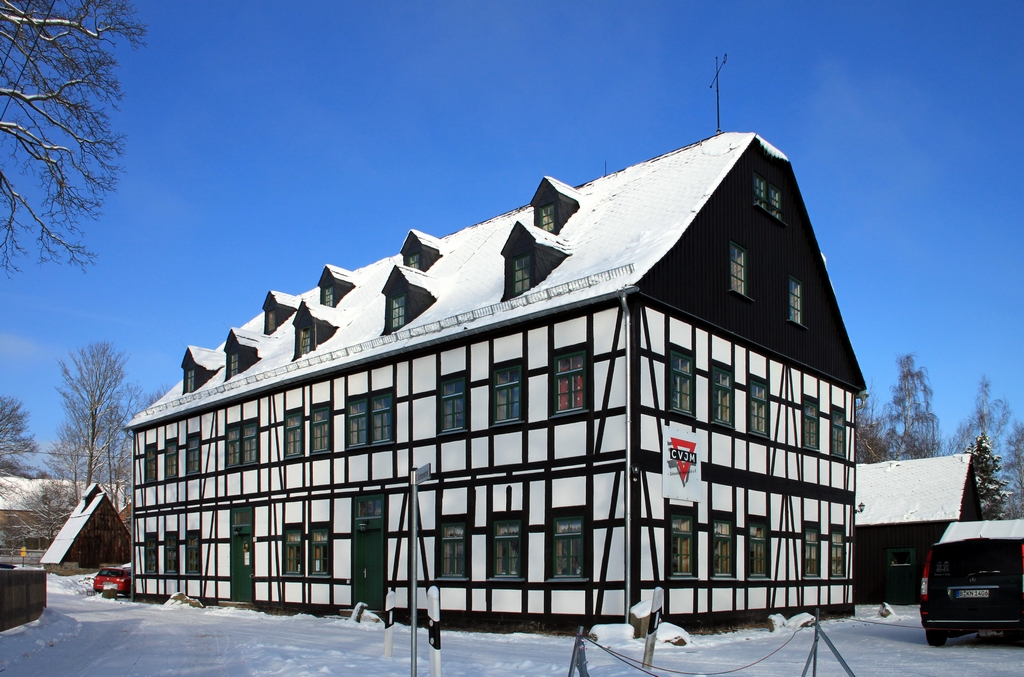
Schneeberg-Neustädtel: Huthaus der Fundgrube Gesellschaft (erbaut um 1830)
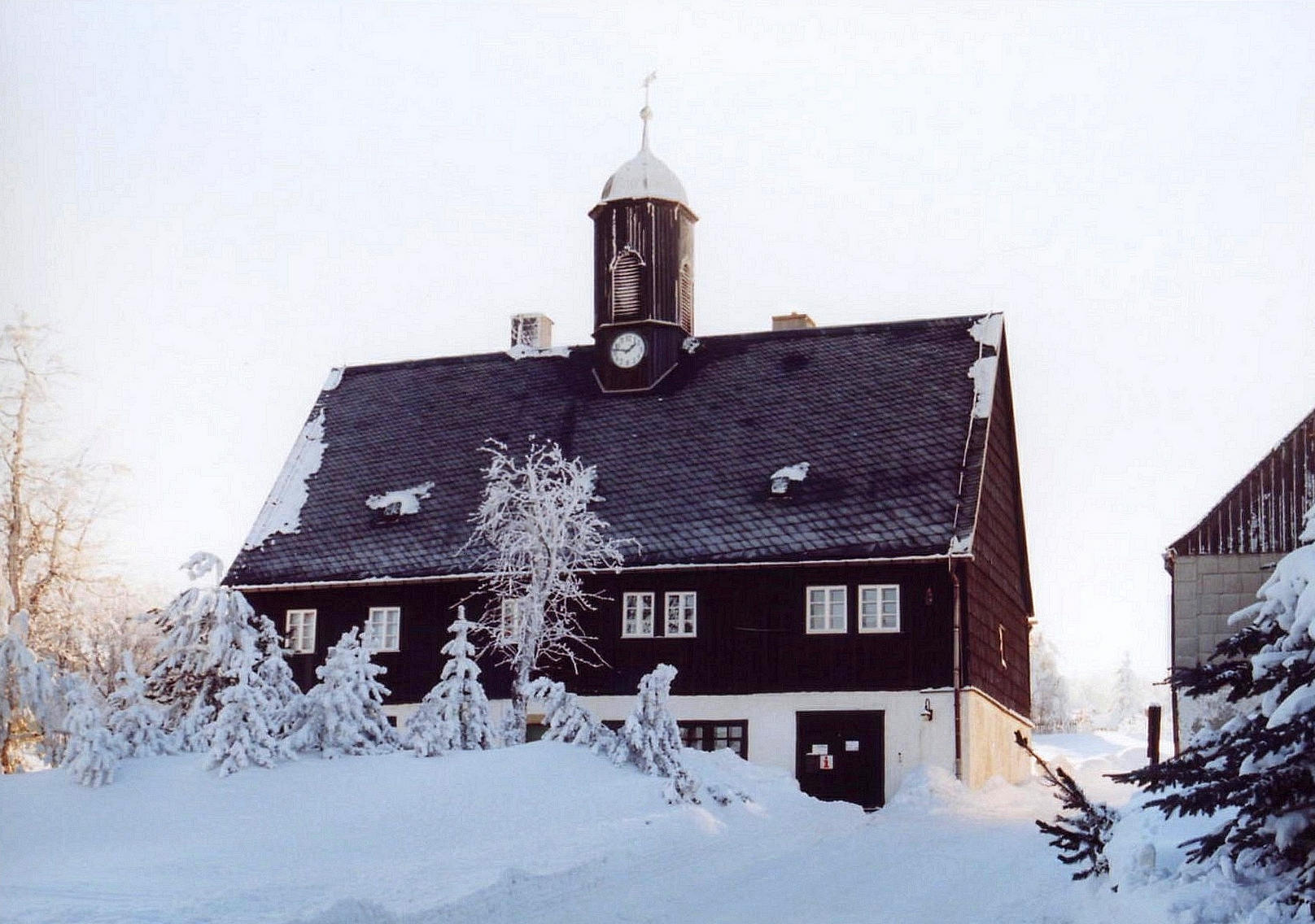
Zinnwald: Huthaus der Vereinigt Zwitterfeld Fundgrube
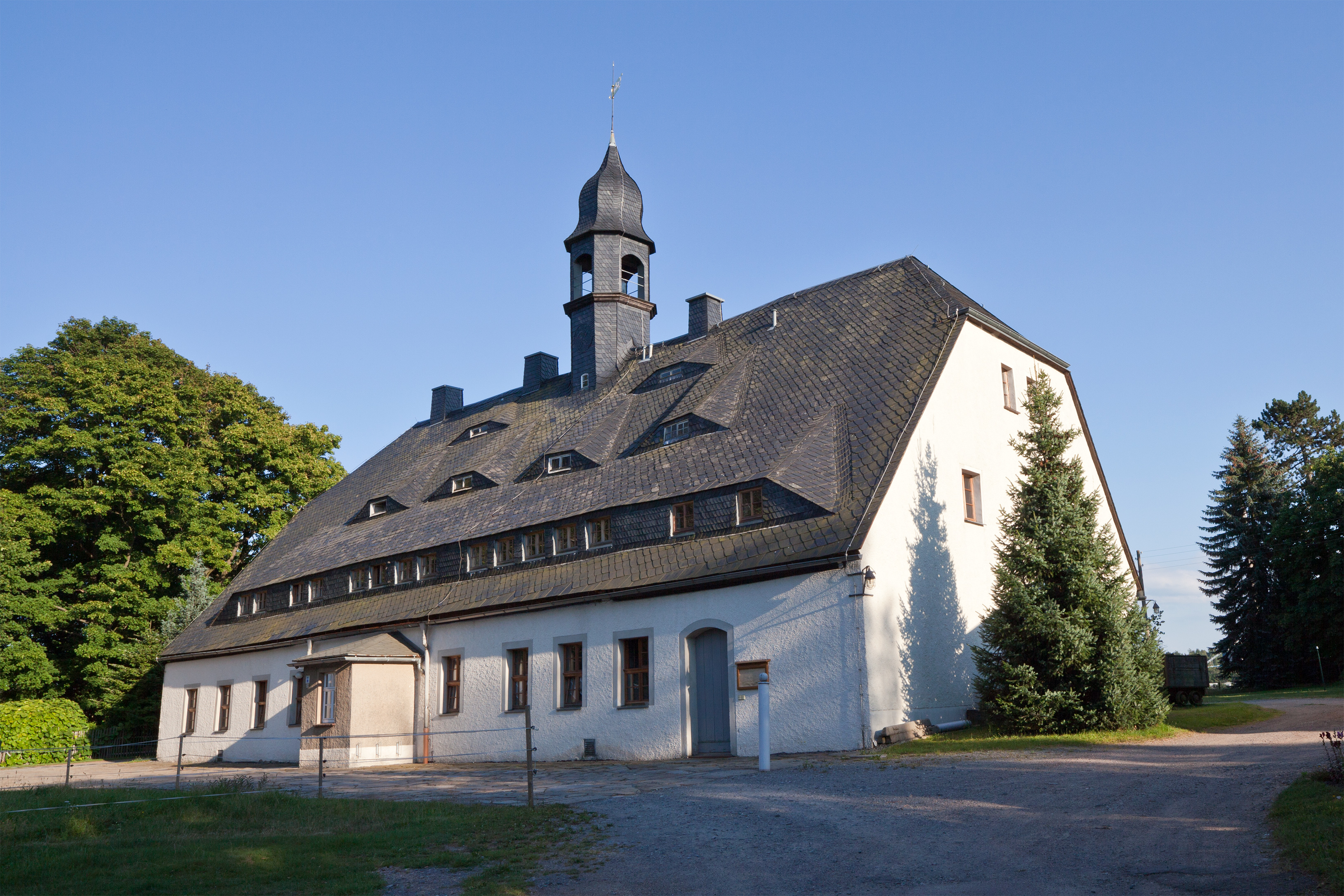
Zug bei Freiberg: Huthaus der Grube Beschert Glück (erbaut 1786)

## Bekannte Zechenhäuser
- Polstertaler Zechenhaus
- Sperberhaier Zechenhaus